# Powiat Grätz
Powiat Grätz (niem. Kreis Grätz, pol. powiat grodziski) – niemiecki powiat istniejący w okresie od 1887 do 1919 r. na terenie prowincji poznańskiej.
Powiat Grätz utworzono w 1887 r. z części powiatu Buk. W 1918 r. w prowincji poznańskiej wybuchło powstanie wielkopolskie przeciwko rządom niemieckim i powiat Grätz znalazł się pod kontrolą powstańców. W 1919 r. w ramach traktatu wersalskiego terytorium powiatu trafiło do polskiego powiatu grodziskiego. Podczas II wojny światowej okupacyjne władze niemieckie utworzyły w okupowanej Wielkopolsce powiat Grätz. Po zajęciu Wielkopolski przez Armię Czerwoną obszar ponownie objęła polska administracja.
W 1910 r. powiat obejmował 81 gmin o powierzchni 429,55 km² zamieszkanych przez 36.483 osób.